# Jean Bérain den äldre

Kröningsvagnen med skulpterad och målad dekor ritad av Jean Bérain. Finns på Livrustkammaren.

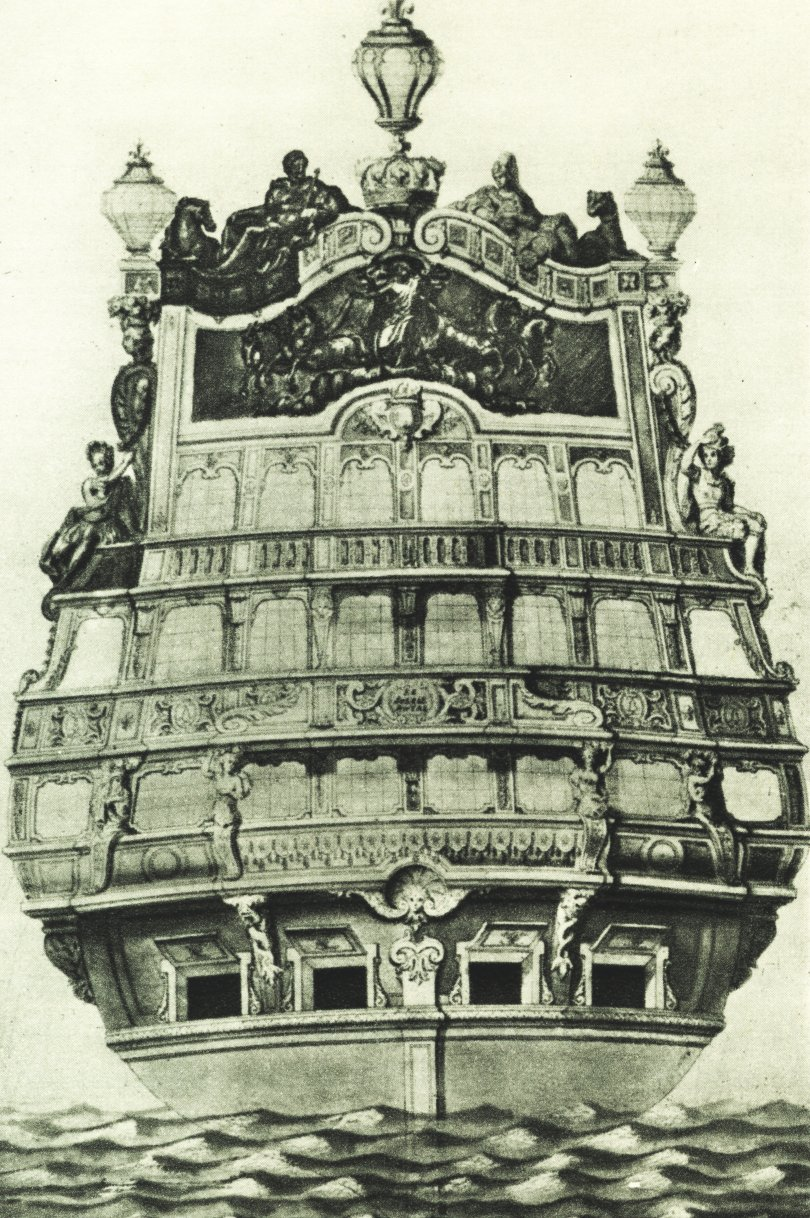
Jean Berain, Poop of the Royal Sun, Louvren, 1670.

Jean Bérain den äldre, född 1640, död 24 januari 1711, var en fransk dekoratör och designer. Han var far till Jean Bérain den yngre. 
För Ludvig XIV ritade han möbler och inredningar och dräkter. På grundval från Rafaels grotesker skapade han mönsterslingor och ornament som sedan överfördes på hans skapelser. Berains stil bygger på och brukar oftast räknas till barocken, men hans ganska lätta och sirliga dekorer förebådar senbarocken, och han har själv kommit att namnge den stil som genom honom kom att spridas bland alla europeiska hov.
Till Karl XII:s kröning ritade han den galavagn som nu finns i Livrustkammaren i Stockholm. Bérain är representerad vid bland annat Nationalmuseum.
Bland hans lärjungar märks främst Daniel Marot.
Nicodemus Tessin den yngre förde in stilen till Sverige.